# Qian fu lun
Qian fu lun' ("Comentarios de un Recluso") es un texto político-metafísico por el filósofo de la Dinastía Han Wang Fu. Contiene críticas a las sociedades contemporáneas, especialmente al poder de los clanes consortes y al crecimiento del regionalismo. Wang Fu apoya fuertemente al modelo confuciano de buen gobierno y humanismo.
- Datos: Q7267621